# 人格心理学
人格心理学（じんかくしんりがく、英: Personality psychology）とは、心理学の一分野であり、人格とその個人間の変異を検討するものである。この分野は、心理的な力によって人々がどのように個別に異なるかを示すことを目的としている。この分野の焦点となる領域は以下の通りである。
- 個人とその主要な心理的過程の一貫した像の構築
- 個人の心理的差異の調査
- 人間性と個人間の心理的類似性の調査

「人格」とは、個人が持つ動的で組織化された特性の集合であり、それらはさまざまな状況において、その個人の環境、認知、感情、動機づけ、行動に独自に影響を与えるものである。「personality」という言葉は、ラテン語の’‘persona’'から由来しており、「仮面」を意味する。
人格とは、思考、感情、社会的適応、および行動のパターンであり、時間をかけて一貫して示されるもので、自分の期待、自己認識、価値観、態度に強く影響を与えるものである。人格とはまた、他人や問題、ストレスに対する人間の反応を予測するものでもある。ゴードン・オールポート（1937）は、人格を研究する二つの主要な方法として、ノモテティックとイディオグラフィックを述べた。ノモテティック心理学とは、多くの異なる人々に適用できる一般的な法則を求めるものであり、自己実現の原理や外向性の特性などがその例である。イディオグラフィック心理学とは、特定の個人の独自の側面を理解しようとする試みである。
心理学における人格の研究は、豊富な理論的伝統を持つ広く多様な歴史を有する。主な理論には、特性の観点、精神力動、人間性、生物学、行動主義、進化論、社会学習の観点などがある。多くの研究者や心理学者は、特定の観点に明確に自分自身を同一視しないで、折衷的なアプローチをとる。この分野の研究は、経験的に推進されている。例えば、因子分析などの多変量統計に基づく次元モデルなどである。また、精神力動理論などの理論発展に重点を置いている。性格検査という応用分野にも大きな重点が置かれている。心理学の教育と訓練では、人格の本質とその心理的発達の研究は、異常心理学や臨床心理学のコースの前提条件として見直されている。

## 哲学的前提
歴史的なものも現代のものも、人格理論家たちが概念化した多くの考えは、彼らが持つ基本的な哲学的前提から生まれている。人格の研究は純粋に経験的な学問ではなく、芸術、科学、哲学の要素を取り入れて一般的な結論を導く。以下の5つのカテゴリーは、理論家たちの意見が分かれる最も基本的な哲学的前提の一部である。
- 自由⇔決定論 - これは、人間が自分の行動に対してコントロールを持ち、その背後にある動機を理解しているか、それとも自分のコントロールを超えた力によって因果的に決定されているかという問題である。行動は、様々な理論によって無意識的、環境的、生物学的なものとして分類される[5]。
- 遺伝⇔環境（生まれか育ちか） - 人格は、遺伝や生物学によって大きく決定されるか、あるいは環境や経験によって決定されると考えられている。現代の研究では、ほとんどの人格特性は遺伝と環境の両方の影響に基づいていることが示唆されている。この分野の先駆者の一人はロバート・クロニンジャー（英語版）であり、彼は気質と性格のモデルを提唱した[5]。
- 一意性⇔普遍性 - この問いは、人間の個性（一意性）や自然における類似性（普遍性）の程度について議論するものである。ゴードン・オールポート、アブラハム・マズロー、カール・ロジャーズは、個人の一意性を主張した人々である。対照的に、行動主義者や認知理論家は、強化や自己効力感などの普遍的な原理の重要性を強調する[5]。
- 能動性⇔反応性 - この問いは、人間が主に個人的な主導性（能動性）によって行動するか、外部の刺激（反応性）によって行動するかを探るものである。伝統的な行動主義者は、人間は自分の環境に受動的に形成されると考えていたが、人間主義者や認知理論家は、人間はより能動的な役割を果たすと考えていた[5]。現代の理論家のほとんどは、両者とも重要であり、集合的な行動は主に特性によって決定され、状況要因が短期的な行動の主要な予測因子であるということに同意している[6][7][8]。

- 楽観的⇔悲観的 - 人格理論は、人間が自分の人格を変えることに積極的に関与しているかどうかについて異なる見解を持っている。学習に重点を置く理論は、そうでない理論よりもしばしば楽観的である[5]。

## パーソナリティ理論

### 類型論
類型論とは、人々を異なるタイプに心理学的に分類することである。人格タイプは、程度の差がある人格特性（特性論）と区別される。人格に関する理論は多くあるが、それぞれにいくつかの、時には多くの下位理論が含まれている。ある心理学者が構築した「人格の理論」は、関連する複数の理論や下位理論を含んでおり、より多くの心理学者がその理論を探求するにつれて拡張されていくことが多い。例えば、タイプ理論によれば、人間には内向型と外向型の二つのタイプがあるという。特性理論によれば、内向性と外向性は多くの人が中間に位置する連続的な次元の一部である。心理学的タイプという考えは、カール・ユングの理論的な仕事に由来している。特に彼の1921年の著書『Psychologische Typen』（「心理学的タイプ」）とウィリアム・マーストンの仕事である。

内向性と外向性を区別する行動的・心理的特性は、一般的には連続体に沿っていると考えられている。

第二次世界大戦中にユングの著作や観察に基づいて、イザベル・ブリッグス・マイヤーズと彼女の母親であるキャサリン・C・ブリッグスは、マイヤーズ・ブリッグス・タイプ指標を作成することで、人格タイプを明確にした。このモデルは後に、ユングやブリッグスやマイヤーズとは異なる理解を持つデイビッド・カーシーによっても使用された。旧ソ連では、リトアニア人のアウシュラ・アウグスティナビチューテが、ユングのソシオニクスと呼ばれる人格タイプのモデルを独自に導き出した。その後、このモデルに基づいて多くの他のテストが開発された。例えば、ゴールデン、PTI-Pro、JTIなどである。
理論はまた、人格や心理学に対する「アプローチ」とも考えられるが、一般的にはモデルと呼ばれる。このモデルは古くてより理論的な人格のアプローチであり、外向性と内向性を心理学的な方向性として受け入れている。それは以下の二組の心理的機能と関連している。
- 知覚機能：感覚と直感（具体的で感覚的な事実に対する信頼と抽象的な概念や想像上の可能性に対する信頼）
- 判断機能：思考と感情（主に論理に基づいて判断するか、感情に基づいて判断するか）

ブリッグスとマイヤーズは、自分たちのタイプ指標にもう一つの人格次元を追加し、人が外的世界と交流するときに判断機能か知覚機能のどちらを使いたいかを測ることにした。そこで、彼らは、誰かが結論に達したいのか（判断）、それとも選択肢を開いておきたいのか（知覚）を示すように設計された質問を含めた。
この人格分類法は、特性理論の側面をいくつか持っている。それは、人々の行動を対立する固定された特徴の観点から説明するものである。これらの伝統的なモデルでは、感覚/直感の嗜好は最も基本的なものと見なされており、「N」（直感型）または「S」（感覚型）の人格タイプに人々を分けるものである。「N」はさらに思考型または感情型によって導かれると仮定され、「NT」（科学者・技術者）または「NF」（作家・人道主義者）の気質に分けられる。対照的に、「S」は判断/知覚軸によってより多く導かれると仮定され、「SJ」（保護者・伝統主義者）または「SP」（パフォーマー・職人）の気質に分けられる。これら4つは基本的なものと見なされており、各場合で他の2つの要因（常に外向性/内向性を含む）はあまり重要ではない。この伝統的な見解の批判者たちは、タイプが職業によって非常に強く固定観念化されていることに気づいた（ブリッグスやキアジーは自分たちのタイプ記述でそのような固定観念化に関与していなかったが）、そしてそれが人々を分類する必要性から生じている可能性が高いと考えた。これらの他の異議は、仕事環境下での行動よりも個人的で感情的な状況での行動に関心がある五因子モデルの出現につながった。（MBTIは「仕事上の自己」を測定するように設計されているわけではなく、むしろブリッグスとマッコーリーが「靴を脱いだ自己」と呼んだものである）
タイプAとタイプBの性格理論：1950年代に、メイヤー・フリードマンと彼の同僚たちは、タイプAとタイプBと呼ばれる行動パターンを定義した。彼らは、激しい努力家のタイプAの性格は、「ストレス中毒」であるために冠状動脈疾患のリスクが高いという仮説を立てた。一方、タイプBの人々は、リラックスしており、競争心が低く、リスクも低い傾向があった。また、タイプAとタイプBの混合プロファイルであるAB型も存在した。
ジョン・L・ホランドのRIASEC職業モデルは、ホランド・コードとして一般に知られており、6つの性格タイプが人々の職業選択に影響するというものである。この円形モデルでは、6つのタイプは六角形で表され、隣接するタイプは遠く離れたタイプよりも関連性が高い。このモデルは職業カウンセリングで広く用いられている。
エドゥアルト・シュプランガーの性格モデルは、彼の著書「Types of Men」（Lebensformen; Halle (Saale): Niemeyer, 1914; P. J. W. Pigorsによる英訳 - New York: G. E. Stechert Company, 1928）で説明されている6つ（あるいは一部の改訂では6+1）の基本的な価値観のタイプからなる。
エニアグラム・オブ・パーソナリティは、主に9つの相互に関連する性格タイプの分類法として用いられる人間性格のモデルである。このモデルは、解釈に主観的であり、科学的に検証することが困難であるという批判を受けている。
おそらく最も古い類型論的なの試みは、インド仏教のアビダルマ派が提示した性格分類法であろう。この分類法は主に否定的な個人的特性（貪欲、憎しみ、妄想）とそれらの特性に対抗するために用いられる肯定的な瞑想法に焦点を当てている。

### 精神分析理論
精神分析理論は、人格のさまざまな要素の相互作用によって人間の行動を説明する。ジークムント・フロイトは、この思想の学派の創始者である。彼は当時の物理学（熱力学）に基づいて、精神力動という用語を造り出した。熱を機械的エネルギーに変換するという考えに基づいて、フロイトは精神的エネルギーが行動に変換できると提案した。彼の理論は、動的で無意識的な心理的葛藤に中心的な重要性を置いている。
フロイトは人間の人格を3つの重要な要素に分ける：イド、エゴ、スーパーエゴである。イドは快楽原則に従って行動し、外部環境に関係なく自分の欲求を即座に満たそうとする。エゴは現実原則に従って、外部世界に合わせてイドの願望と要求を現実的に満たすために出現しなければならない。最後に、スーパーエゴ（良心）は道徳的判断と社会的規則をエゴに刷り込み、イドの要求を現実的にだけでなく道徳的にも満たすように強制する。スーパーエゴは人格の機能の中で最後に発達するものであり、幼児期に確立された親/社会の理想の具現化である。フロイトによれば、人格はこれら3つの要素の動的な相互作用に基づいている。
「エロス」（性・本能的自己保存）と「タナトス」（死・本能的自己消滅）という衝動から生じる性的（リビドー）と攻撃的なエネルギーの流れと解放は、彼の理論の主要な構成要素である。フロイトが広く理解していた性とは、人間の身体が経験するあらゆる種類の快感を含んでいたことに注意することが重要である。
フロイトは、人格発達の5つの精神分析的段階を提唱した。彼は、成人の人格は幼児期の経験に依存し、5歳までにほぼ決定されると考えた。乳児期の段階で発達する固着は、成人の人格と行動に影響を与える。
ジークムント・フロイトの初期の仲間の一人であるアルフレッド・アドラーは、フロイトと同様に幼児期の経験が発達に重要であると考え、出生順が人格発達に影響を与える可能性があると考えた。アドラーは、長子は、弟妹が生まれたときに失われた注目を得るために高い達成目標を設定する個人であると考えた。彼は、中間子は競争心が強く野心的であると考えた。彼は、この行動は長子の達成を超えるという考えに動機づけられていると推測した。しかし、彼は中間子は自分の行動に対する栄光にそれほど関心がないことも付け加えた。彼はまた、末っ子はより依存的で社交的であると考えた。アドラーは最後に、一人っ子は注目の的であることが好きで早熟だが、最終的には自立できないと推測した。
ハインツ・コフートは、フロイトの移行の考えに似た考え方をしていた。彼は自己の感覚をどのように発達させるかというモデルとしてナルシシズムを用いた。ナルシシズムとは、自己評価が低く、無価値感を持つ人が自分を守るために存在すると信じられている自己の過剰な感覚である。コフートは、フロイトのナルシシズムの理論を拡張し、「自己対象移行」と呼ぶ鏡映と理想化という概念を導入し、分野に大きな影響を与えた。言い換えれば、子どもたちは、親や兄弟姉妹などの尊敬される人物の理想化された能力に感情的に「没入し」、「同一化」する必要がある。また、自分の自尊心をこれらの人々に鏡映させる必要がある。このような経験によって、彼らは健全な自己感覚の発達に必要な自己慰撫や他のスキルを学ぶことができる。
人格理論の世界で重要な人物のもう一人はカレン・ホーナイである。彼女は「フェミニスト心理学」の発展に貢献した人物として知られている。彼女はフロイトといくつかの重要な点で意見が異なり、女性の人格が「ペニス嫉妬」の機能であるだけでなく、女児は父親や主要な男性モデルに対する気持ちとは関係なく、別個で異なる精神的生活を持っていると考えた。彼女は3つの基本的な神経症的ニーズ「基本的不安」「基本的敵意」「基本的悪」という概念に高い価値を置いた。彼女は、個人が経験する不安に対して、人に近づく、人から離れる、人に対抗するという3つのアプローチのうちの1つを持つだろうと主張した。これら3つが私たちにさまざまな人格タイプや特徴を与えてくれる。彼女はまた、愛や恋愛パートナーへの過大評価という概念にも高い価値を置いた。

### 行動主義理論
行動主義者は、外部刺激が行動に及ぼす影響によって人格を説明する。人格の行動的側面を評価するために用いられるアプローチは、行動理論や学習-条件付け理論として知られている。これらのアプローチは、フロイト哲学からの劇的な転換であった。この人格心理学の集中の主要な原則の一つは、科学的思考と実験に強い重点を置くことである。この思想の学派は、B.F.スキナーによって発展させられた。彼は、人間や「生物」とその環境との相互作用を強調するモデルを提唱した。スキナーは、子どもたちが悪いことをするのは、その行動が強化子として機能する注目を得るからだと考えた。例えば、子どもが泣くのは、過去に泣いたことで注目を得たからだ。これらは反応と結果である。反応とは子どもが泣くことであり、その子が得る注目が強化的な結果である。この理論によれば、人々の行動はオペラント条件付けなどのプロセスによって形成される。スキナーは「刺激-反応-結果モデル」に基づいて行動を分析するのに役立つ「3項連鎖モデル」を提唱した。このモデルでは、重要な問題は、「どのような状況や先行する「刺激」の下で、生物は特定の「反応」や行動を行い、それによって特定の「結果」を生み出すか」ということである。
リチャード・ハーンスタインは、態度や特性を考慮することで、この理論を拡張した。態度とは、一群の刺激の存在下での反応強度（反応する傾向）が安定することで発達するものである。非行動的な言語で条件付け可能な特性を記述するのではなく、ある状況における反応強度は環境的な部分を説明する。ハーンスタインも、現代の行動主義者のほとんどがそうであるように、特性には大きな遺伝的または生物学的な成分があると考えた。
イワン・パブロフも注目すべき影響力である。彼は犬を用いた古典的条件付けの実験で有名であり、行動主義の基礎を発見した。

### 社会的認知理論
認知理論では、行動は、世界に対する認知（例えば、期待）によって導かれると説明される。特に他者に対する認知である。認知理論とは、思考や判断などの認知過程を強調する人格理論である。
社会的学習理論家のアルバート・バンデュラは、記憶や感情の力が環境的影響と共に働くと提唱した。バンデュラは主に「ボボ人形実験」で知られていた。これらの実験では、バンデュラは大学生がボボ人形を蹴ったり口汚く罵ったりする様子をビデオに撮影した。彼はそのビデオを遊びに出かけようとしている幼稚園児のクラスに見せた。彼らが遊び部屋に入ると、彼らはボボ人形とハンマーを見た。これらの子どもたちの遊びを観察していた人々は、人形を殴る子どもたちのグループを見た。彼はこの研究とその発見を観察的学習やモデリングと呼んだ。
認知スタイルの初期の例は、バロン（1982）によって挙げられている。これらには、ウィトキン（1965）の場依存性に関する研究、ガードナー（1953）が異質な物体を分類する際に使用するカテゴリーの数に一貫した嗜好があることを発見した研究、ブロックとピーターセン（1955）の直線判別判断における自信に関する研究などが含まれる。バロンは、人格の認知的アプローチの初期の発展を自我心理学に関連付けている。この分野でより中心的なものは以下の通りである。
- 帰属スタイル理論（英語版）[21]は、人々が自分の人生で起こる出来事をどのように説明するかという異なる方法に関するものである。このアプローチは、統制の所在に基づいているが、人々が安定した原因や変動する原因、全体的な原因や特定的な原因に帰属するかどうかも考慮する必要があると述べている。

統制の所在や帰属スタイルを評価するためにさまざまな尺度が開発されてきた。統制の所在の尺度には、ロッターとその後のダットワイラーによって使用されたものや、ノウィッキとストリックランド（1973）による子ども用の統制の所在尺度、最も有名なのはケネス・ウォールストンとその同僚たちによる多次元健康統制の所在尺度など、健康領域に特化したさまざまな統制の所在尺度がある。帰属スタイルは、帰属スタイル質問紙、拡張帰属スタイル質問紙、帰属質問紙、実際の出来事帰属スタイル質問紙、帰属スタイル評価テストなどで評価されてきた。
- 達成スタイル理論は、個人の統制の所在傾向を特定することに焦点を当てており、ロッターの評価などを用いている。カサンドラ・ボリアード・ホワイトによれば、この情報は学生の学業成績を向上させるために有益であるという[28]。統制の所在傾向を持つ個人は、達成人格を示し、より良い学業成績水準に粘り強く到達する可能性が高いとカサンドラ・B・ホワイト（英語版）は述べている[28]。

努力と粘り強さが人生や学業の目標の達成にしばしばつながると信じる傾向を認識することは、1970年代の達成に関する研究以来、さまざまな年齢層や環境の学生に対する正式な教育やカウンセリングの取り組みに影響を与えてきた。個人に野心的な目標を設定し、それに向かって努力するように促し、影響を与える外的要因があることを認識するというカウンセリングは、学生や従業員が、高等教育、職場、司法プログラムなどの環境に関係なく、よりポジティブな達成スタイルを取り入れることによく結びつく。
ウォルター・ミシェルは、認知的なアプローチを人格にも適用した（1999）。彼の研究は「認知-情動単位」という用語を用いており、刺激の符号化、情動、目標設定、自己調整信念などの要因を考慮している。「認知-情動単位」という用語は、彼のアプローチが認知だけでなく情動も考慮していることを示している。
認知-経験的自己理論は、もう一つの認知的人格理論である。シーモア・エプスタインによって発展させられたこの理論は、人間は2つの独立した情報処理システムによって作動すると主張している。経験的システムと合理的システムである。経験的システムは速く感情に基づいている。合理的システムは遅く論理に基づいている。これら2つのシステムは相互作用して、私たちの目標、思考、行動を決定する。
個人構成心理学は、1950年代にアメリカの心理学者ジョージ・ケリーによって発展させられた人格理論である。ケリーの人格に対する基本的な見解は、人々は独自に組織された構成のシステムに基づいて、特定のレンズを通して世界を見る素朴な科学者のようなものであり、そのシステムを用いて出来事を予測するというものであった。しかし、人々は素朴な科学者であるため、現在の社会的状況に適用できない特異的な経験によって歪められた世界を構成するシステムを時々用いる。出来事を特徴づけたり予測したりすることに慢性的に失敗し、自分の変化する社会的世界を理解し予測するために適切に改訂されない構成システムは、心理病理（または精神疾患）の根底にあると考えられている。この理論から、ケリーは心理療法のアプローチと、患者が最小限の介入や解釈によって自分自身の「構成」を明らかにするのを助けたという技法であるレパートリーグリッドインタビューを導き出した。レパートリーグリッドは後に、組織内で意思決定や他者の世界観の解釈などに用いられるようになった。

### 人間性理論
人間性心理学は、人間には自由意志があり、それが行動を決定する上で積極的な役割を果たすと強調している。それに応じて、人間性心理学は、行動を決定する強制的で確定的な要因ではなく、個人の主観的な経験に焦点を当てている。アブラハム・マズローとカール・ロジャーズは、この見解の支持者であり、コンブスとスニッグ（1949）の「現象場」理論に基づいている。ロジャーズとマズローは、人間性心理学ジャーナルを生み出すために10年間一緒に働いた心理学者のグループの一員であった。このジャーナルは、個人を全体として見ることに主に焦点を当てており、個人内の個別の特性や過程だけに焦点を当てるのではなく。
ロバート・W・ホワイトは、異常心理学の標準的なテキストとなった『異常人格』という本を書いた。彼はまた、フロイトが人格発達の病理的要素に重点を置いたことに対抗して、能力や影響力などのポジティブな目標を目指すという人間のニーズを調査した。
マズローは、「自己実現者」と呼んだものを研究するのに多くの時間を費やした。それは、「自分自身を実現し、自分ができる最善のことをしている」人々である。マズローは、成長に関心があるすべての人が自己実現（成長、幸福、満足）観に向かって進むと考えている。これらの人々の多くは、彼らの人格の次元における傾向を示している。マズローによれば、自己実現者の特徴は以下の4つの主要な次元である。
1. 気づき - 常に人生を楽しみ、畏敬の念を持っていること。これらの個人はしばしば「ピーク体験」を経験する。「ピーク体験」とは、「あらゆる経験が自己の喪失や超越の程度にまで強化されること」と彼は定義した。ピーク体験とは、個人が自分自身の拡張を知覚し、人生における統一性や意味性を感じるものである。マラソンを走るなど、自分が関わっている活動に集中することで、ピーク体験が引き起こされる可能性がある。
2. 現実的で問題中心的 - 周囲の「問題」に関心を持つ傾向があること。
3. 受容/自発性 - 周囲や変えられないものを受け入れること。
4. 敵意のないユーモア/民主的 - 他人をからかうような冗談は好まず、それは攻撃的だと見なされる可能性がある。彼らはさまざまな背景や宗教の友人を持ち、非常に親密な友情を築く。

マズローとロジャースは、人間を現在に生き、現在の知覚、関係、出会いに主観的に反応する能動的で創造的な経験者として捉えた。彼らは、フロイト派の精神分析の仲間たちの暗く悲観的な見方には同意せず、人間性理論を人間の人格の成長と自己実現に向かう傾向を強調する肯定的で楽観的な提案として捉えた。この進歩する自己は、自分を形成するが必ずしも制約しない世界の中心に留まるだろう。むしろ、自己はこの世界との出会いに基づいて成熟する機会を持つ。この理解は、絶望的な冗長性の受容を減らすことを試みるものである。人間性療法では、過去の情報やその現在への影響についてはクライアントに依存しており、したがってクライアントがセラピストが開始するガイダンスのタイプを決定する。これにより、個別化されたアプローチが可能になる。ロジャースは、患者が他者に対してどのように反応するかによって異なることを発見した。ロジャースは療法に特定のアプローチをモデル化しようとした。彼は反射的や共感的な反応を強調した。この反応タイプは、クライアントの視点を取り入れてその感情とその文脈を反映させるものである。反射的な反応の例は、「あなたは今後の結婚について不安を感じているようです」というものである。この反応タイプは、セラピストの理解を明確化しながらも、クライアントが表現した感情をより深く理解しようとすることを促すものである。

### 生物心理学的理論

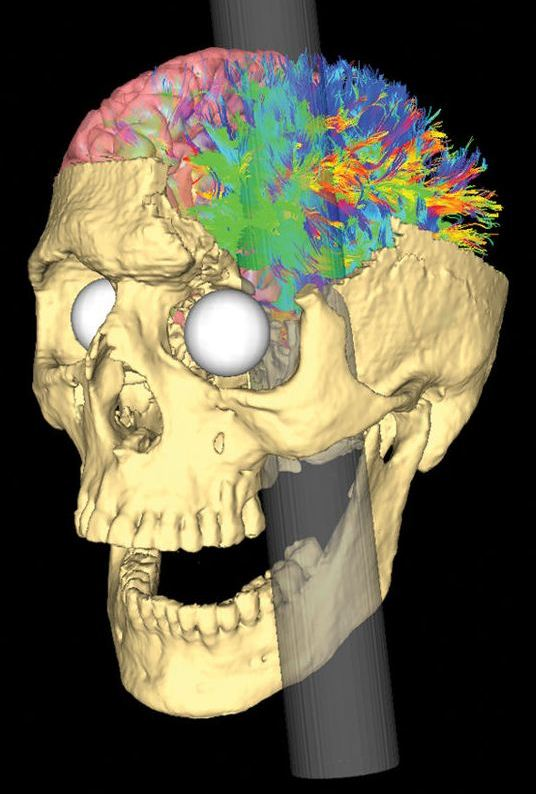
ゲージの頭部に大きな鉄の棒が打ち込まれ、人格が変わってしまった。

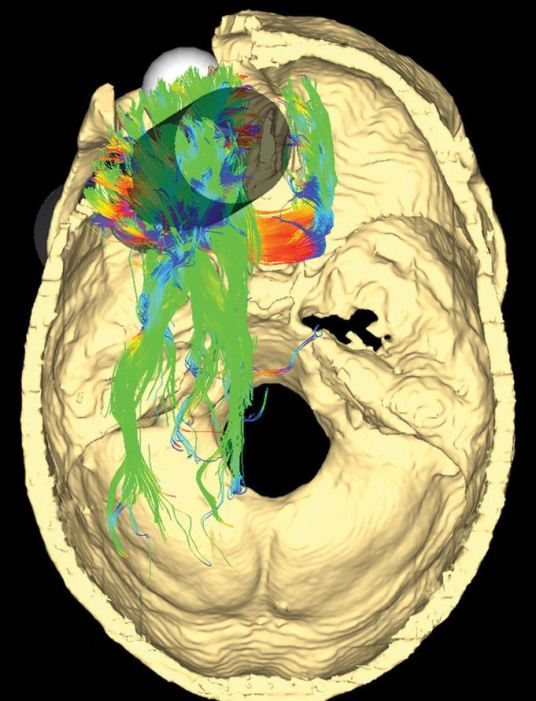
ヴァン・ホーンらによる、フィニアス・ケージの事故で影響を受けた大脳繊維経路の偽色表現

生物学は、人格の発達に非常に重要な役割を果たしている。人格心理学における生物学的レベルの研究は、主に遺伝的決定要因の役割を特定し、それらが個々の人格をどのように形成するかを明らかにすることに焦点を当てている。人格の可能な生物学的基盤に関する最も初期の考え方の一部は、フィニアス・ゲージというケースから生まれた。1848年の事故で、大きな鉄棒がゲージの頭を貫通し、その結果、彼の人格が変化したとされるが、これらの心理的変化の記述は通常誇張されている。
一般的に、脳損傷を負った患者は見つけて研究するのが困難であった。1990年代になると、研究者たちは脳波（EEG）、陽電子放出断層撮影（PET）、そして最近では機能的磁気共鳴画像法（fMRI）を用いるようになった。fMRIは現在最も広く使用されている画像技術であり、人格特性を脳内で局在化するのに役立つ。

#### パーソナリティの遺伝的基盤
ヒトゲノム計画によって遺伝学のより深い理解が可能になって以来、遺伝性、人格特性、環境と遺伝の影響という問題に関する議論が続いている。ヒトゲノムは、人格の発達に関与することが知られている。
以前の遺伝的人格研究は、特定の遺伝子と特定の人格特性との相関に焦点を当てていた。現在の遺伝子-人格関係の見方は、主に人格に関連する遺伝子の活性化と発現に焦点を当てており、行動遺伝学と呼ばれる分野の一部を形成している。遺伝子は、発現することができるさまざまな細胞のオプションを多数提供するが、環境がどれを活性化するかを決定する。私たちの身体が発達するさまざまな方法でこの関係を示唆する多くの研究があるが、遺伝子と私たちの心や人格を形成することとの相互作用もこの生物学的関係に関連している。
DNAと環境の相互作用は、個人になるためにタンパク質になるDNAコードのどの部分が実際に活性化されるかを決定するため、人格の発達において重要である。ゲノムはさまざまな選択肢を提供するが、最終的には環境が活性化されるものを決定する。個人間でDNAに起こる小さな変化は、すべての人間のユニークさや外見、能力、脳機能などの違いをもたらし、一貫した人格を発達させる要因となる。
キャッテルとアイゼンクは、遺伝が人格に強い影響を与えていると述べている。遺伝と環境が人格に与える影響を示す証拠の大部分は、双生児研究から得られている。この「双生児研究」は、遺伝的に同一な双子を用いて、人格の類似度を比較するものである。最初の双生児研究の一つでは、800組の双子を測定し、数多くの人格特性を研究し、一卵性双生児は一般的な能力において最も類似していると判断した。人格の類似性は、自己概念、目標、興味などに関しては関連性が低かった。
双生児研究は、神経症傾向、外向性、開放性、協調性、誠実性という五因子人格モデルの作成にも重要であった。神経症傾向と外向性は最も広く研究されている二つの特性である。外向性特性で高得点を得た個人は、衝動性、社交性、活動性などの特徴をより頻繁に示す傾向がある。神経症傾向特性で高得点を得た個人は、気分が不安定であったり不安であったりイライラしやすかったりする可能性が高い。しかし、一卵性双生児は、二卵性双生児よりも人格特性の相関が高い。5つの異なる国で双子の遺伝的影響を測定した一つの研究では、一卵性双生児の相関は.50であるのに対し、二卵性双生児では約.20であったことが示された。これは、遺伝と環境が相互作用して個人の人格を決定することを示唆している。

### 進化論
チャールズ・ダーウィンは、種の進化の理論の創始者である。人格心理学の進化的アプローチは、この理論に基づいている。この理論は、個人の人格の違いが自然選択に基づいているかどうかを検討するものである。自然選択によって、生物は適応と選択によって時間とともに変化する。特性は環境と、それらの特性が生物の生存と繁殖にどのように役立つかに基づいて発達し、特定の遺伝子が発現する。
多型性とは、性別や血液型などの多様性の形であり、種全体の利益となるように進化するものである。進化の理論は、人格心理学に広範な影響を及ぼす。進化生物学の観点から見た人格は、生存と繁殖に最も役立ちそうな特性、例えば誠実性、社交性、情緒安定性、優位性などに重点を置く。人格の社会的側面は進化的観点から見ることができる。特定の性格特性は発達し、選択される。それは生物の社会的階層における重要で複雑な役割を果たすからである。この社会的階層の特徴には、重要な資源の共有、家族や交尾の相互作用、生物が互いに与えたり奪ったりすることができる害や助けなどが含まれる。

### ドライブ理論
1930年代、ジョン・ドラードとニール・エルガー・ミラーはイェール大学で出会い、クラーク・ハルの研究に基づいて、欲求（ドライブ理論を参照）を人格理論に統合しようと試みた。彼らは、人格は個人が示す習慣的な反応、すなわち習慣と等価であるという前提から始めた。そこから、彼らは、これらの習慣的な反応は、二次的な、あるいは獲得された欲求に基づいて形成されると判断した。
二次的な欲求とは、学習によって生じる内的なニーズであり、個人の行動を指向するものである。獲得された欲求とは、古典的条件付けという方法でほとんど学習されたものである。私たちはある環境にいて強い刺激に反応するとき、その環境から手がかりを内面化する。私たちが同じような手がかりのある環境にいるとき、私たちは同じような刺激を予期して行動し始める。したがって、私たちは歯医者の診察室のように、過去に苦痛や恐怖を経験した場所と似た手がかりのある環境では不安を感じやすい。
二次的動機は、生物学的に駆動され、事前の学習過程なしに行動するように促す一次的動機（例えば、飢え、喉の渇き、性的活動の必要性など）に基づいて構築される。しかし、二次的動機は、元の一次的動機の機能が引き続き存在する背後で、一次的動機のより具体的な展開を表すと考えられている。したがって、恐怖や痛みという一次的動機は、獲得された不安という動機の背後に存在する。二次的動機は、複数の一次的動機や他の二次的動機に基づいていることができる。これは、それらに強さと持続力を与えると言われている。例えば、食べ物や暖かさといった複数の一次的動機や、模倣性（他人がすることをするという動機）や不安といった二次的動機から生じると考えられていたお金の必要性などがその例である。
二次的動機は、それらが学習された社会的条件（例えば文化）によって異なる。ドラードとミラーは食べ物の例を用いており、飢えという一次的動機が文化に依存した特定の種類の食べ物への食欲という学習された二次的動機の背後に現れると述べている。
二次的欲求は、明示的に社会的なものであり、私たちが他者に対して自分の一次的欲求をどのように伝えるかという方法を表している。実際、多くの一次的欲求は社会によって積極的に抑圧されている（例えば性的欲求など）。ドラードとミラーは、二次的欲求の獲得が幼児期の発達に不可欠であると考えていた。子どもたちは発達するにつれて、飢えなどの一次的欲求に基づいて行動することを学ばず、強化によって二次的欲求を獲得する。フリードマンとシュスタックは、このような発達的変化の例を述べており、乳児が他者に対して積極的な姿勢をとることで、食事やおむつ交換などの一次的欲求の充足がもたらされる場合、彼らは他者と同様の相互作用を追求する二次的欲求を発達させるだろうと述べている。これは、個人がより社交的である可能性が高いことを意味するかもしれない。ドラードとミラーは、獲得された欲求の重要性への信念から、ジークムント・フロイトの精神分析的発達理論を再構築することになった。彼らはフロイトが用いた時期には同意したが、これらの時期は特定の二次的欲求の成功した学習に対応していると考えた。
ドラードとミラーは、二次的欲求が私たちの習慣的な反応や人格にどのように影響するかについて多くの例を挙げている。怒りや社会的順応性、模倣性や不安などがその例である。不安の場合、ドラードとミラーは、不安欲求を経験する状況を一般化する人々は、本来すべきよりもはるかに多く不安を感じるだろうと指摘している。これらの人々はしばしば常に不安であり、不安は彼らの人格の一部となる。この例は、欲求理論が他の人格理論と関連していることを示している。それらの多くは、神経質さや情緒安定性という特徴を人々に見ているが、これらは不安と強く関連している。

## 性格検査
性格検査には、投影法と客観法の2つの主要なタイプがある。
投影法は、人格は主に無意識であり、インクのしみなどの曖昧な刺激に対する反応によって個人を評価すると仮定する。投影法は約60年間使用されており、今日でも使用されている。このようなテストの例としては、ロールシャッハ・テストや主題統覚検査がある。
ロールシャッハ・テストは、曖昧なインクのしみが描かれたノートカードを一連に見せることで行われる。被験者には、カードのインクのしみが自分の解釈に基づいて何に似ているかを述べるように求められる。その後、治療者がその反応を分析する。テストの採点方法は、内容、反応の独創性、「知覚された画像」の位置など、さまざまな特徴をカバーするマニュアルで説明されている。これらの特定の採点方法を用いて、治療者はテストの反応と個人の人格やその独自の特徴との関係を試みる。この考え方は、無意識的な欲求が人の反応に現れるというものである。例えば、攻撃的な人は破壊の画像を見るかもしれない。
主題統覚検査（TAT）は、個人に曖昧な絵や場面を提示し、それに基づいて物語を語ってもらうというものである。これらの「場面」の一般的な例としては、家族関係や特定の状況を示唆するような画像がある。例えば、父親と息子や、寝室にいる男性と女性などである。回答は共通のテーマについて分析される。個人に固有の回答は、理論的には、個人の内面に存在する思考や過程、そして潜在的な葛藤を示すものであるとされる。回答は無意識的な動機に直接関連していると考えられている。これらの方法を支持する経験的な証拠はほとんどない。
客観的検査は、性格に意識的を通じてアクセス可能であり、自己申告式の質問紙で測定できると仮定する。心理学的評価に関する研究では、客観的検査が投影的検査よりも有効で信頼性が高いことが一般的に見出されている。批判者たちは、フォアラー効果を指摘して、これらの検査の一部は実際よりも正確で差別的に見えることがあると主張している。これらの検査における問題点は、個人が質問に正直か正確かを判断する方法がないことである。
マイヤーズ・ブリッグス・タイプ指標（MBTIとも呼ばれる）は、カール・ユングのタイプ理論に基づく自己申告式の質問紙である。しかし、MBTIはユングの理論を自分たち独自のものに変えた。それは無意識の心に存在する特定の過程を無視し、それらが人格に及ぼす影響を考慮しなかったからである。

### パーソナリティ理論の評価基準
- 検証可能性 - 理論は、その中に含まれる概念や提案や仮説が明確かつ曖昧でなく定義され、互いに論理的に関連しているように作られているべきである。
- 啓発的価値 - 理論が科学者たちにさらなる研究を行うことを刺激する程度。
- 内部整合性 - 理論は内部的な矛盾がないこと。
- 経済性 - 理論があらゆる現象を説明するのに必要な概念や仮定の数が少なければ少ないほど良い。（Hjelle, Larry (1992). Personality Theories: Basic Assumptions, Research, and Applications）

心理学は伝統的に行動パターンを通して人格を定義してきたが、近年では脳の神経科学的研究も行われている。近年、一部の心理学者は、人格や個性の理解に役立つと考えて、内的体験の研究に向かっている。内的体験とは、直接的な現象に対する思考や感情である。内的体験を定義するために使われる別の用語はクオリアである。内的体験を理解することは、人間がどのように振る舞い、行動し、反応するかを理解するのに役立つ。内的体験を用いて人格を定義することは、行動原理だけに頼って自分の性格を説明することが不十分であるという事実から拡大してきた。行動的方法では、主観者は観察者によって観察されるが、内的体験では主観者が自分自身の観察者である。

### 内的経験を測定する方法
記述的体験サンプリング（DES）：心理学者ラッセル・ハルバートによって開発された。これは、内的体験を調べるのに役立つ個別的な方法である。この方法は、個人の内的体験や特性を記述し、測定することができる内省的な技法に依存している。ビープ音が鳴ると、被験者はその瞬間の体験を記録するように指示され、24時間後に記録されたすべての体験に基づいてインタビューが行われる。DESは、統合失調症やうつ病と診断された被験者に使用されたことがある。また、一般的な精神科疾患と診断された人々の内的体験を研究する上で重要な役割を果たしている。
刺激された状況での明示的思考（ATSS）：ATSSは、TA（思考発話）法の代替として作成されたパラダイムである。この方法は、人々は自然に注意することができる連続した内的対話を持っていると仮定している。ATSSはまた、彼らが自分の認知を言語化するときに人の内的思考を評価する。この手順では、被験者はビデオやオーディオプレーヤーを介してシナリオを聞き、自分がその特定の状況にいると想像するように求められる。その後、再生中のシナリオに対する反応として起こる思考を明示するように求められる。この方法は、使用されるシナリオが特定の感情に影響を与える可能性があるため、感情的体験を研究するのに有用である。最も重要なことは、この方法が人格の研究に貢献していることである。レイバーンとデイビソン（2002）が行った研究では、被験者の思考や同性愛者への憎悪犯罪に対する共感度が評価された。研究者たちは、参加者は憎悪犯罪を模したシナリオでは加害者に対してより攻撃的な意図を示したことを発見した。
実験法：この方法は、感覚と知覚、学習と記憶、動機づけ、生物心理学の研究に関わる人間の経験を研究するために用いられる実験パラダイムである。実験心理学者は通常、完全な生物体を扱うが、手術や放射線、薬物治療、あるいはさまざまな種類の長期的な剥奪によって変化した生物体や、自然に有機的な異常や情動障害を示す生物体を用いて研究が行われることもある。経済学者や心理学者は、個々の感情が個々に異なる個人の態度を引き出し評価するためのさまざまな実験方法論を開発してきた。その結果は集められて定量化され、特定の経験に共通の要因があるかどうかを結論づける。この方法は、経験の明確さを求め、バイアスを取り除き、経験の背後にある意味を理解しようとするものである。そして、それが一般化できるかどうかを見る。しかし、実験法にはいくつかの問題点がある。研究者が変数を操作すると、その変化が別の変数に影響を与える可能性があり、その結果として測定された結果（元の操作された条件ではなく）が変化し、不確実性が生じる。この方法は、人格研究ではしばしば欺瞞を必要とするため、実験の倫理も問題になる。

## 関連文献
- Allport, G. W. (1937). Personality: A psychological interpretation. New York: Holt, Rinehart & Winston.
- Mischel, Walter (1999-01-01). An Introduction to Personality. John Wiley & Sons Incorporated. ISBN 978-0-470-00552-1 2012年4月30日閲覧。
- Buss, D.M.; Greiling, H. (1999). “Adaptive Individual Differences”. Journal of Personality 67 (2):  209–243. doi:10.1111/1467-6494.00053.
- Lombardo, G.P.; Foschi, R. (2003). “The concept of personality in 19th-century French and 20th-century American psychology”. History of Psychology 6 (2):  123–142. doi:10.1037/1093-4510.6.2.123. PMID 12817602.
- Lombardo, G.P.; Foschi, R. (2002). “The European origins of "personality psychology”. European Psychologist 7 (2):  134–145. doi:10.1027//1016-9040.7.2.134.
- Engler, Barbara (2008-08-25). Personality Theories: An Introduction. Cengage Learning. ISBN 978-0-547-14834-2 2012年4月30日閲覧。
- John, Oliver P.; Robins, Richard W.; Pervin, Lawrence A. (2010-11-24). Handbook of Personality, Third Edition: Theory and Research. Guilford Press. ISBN 978-1-60918-059-1 2012年4月30日閲覧。
- Hall, Calvin S., and Gardner Lindzey (1957). Theories of Personality. New York: J. Wiley & Sons. xi, 571 p., ill. with diagrams.
- Hjelle, Larry A.; Ziegler, Daniel J. (1992-01-01). Personality theories: basic assumptions, research, and applications. McGraw-Hill. ISBN 978-0-07-029079-2 2012年4月30日閲覧。
- Ryckman, Richard M. (2007-03-15). Theories of Personality. Cengage Learning. ISBN 978-0-495-09908-6 2012年4月30日閲覧。